# Garda de Onoare (Republica Moldova)
Compania Gărzii de Onoare este unitatea de elită a Armatei Naționale a Republicii Moldova. Anual militarii din compania gărzii participă la circa 250 de ceremonii, asigurînd activitățile protocolare de stat, ceremoniile de acreditare a diplomaților străini și înmînare a distincțiilor de stat, etc.
În compania Gărzii de Onoare sînt recrutați tinerii cu o înălțime de 185-195 cm, pregătire fizică bună, aspect exterior plăcut, studii medii speciale. Antrenamentele zilnice la instrucția de front și cea de specialitate durează cîte 4 ore. 
Compania a fost creată prin ordinul Ministrului Apărării pe data 22 iunie 1992.

## Galerie

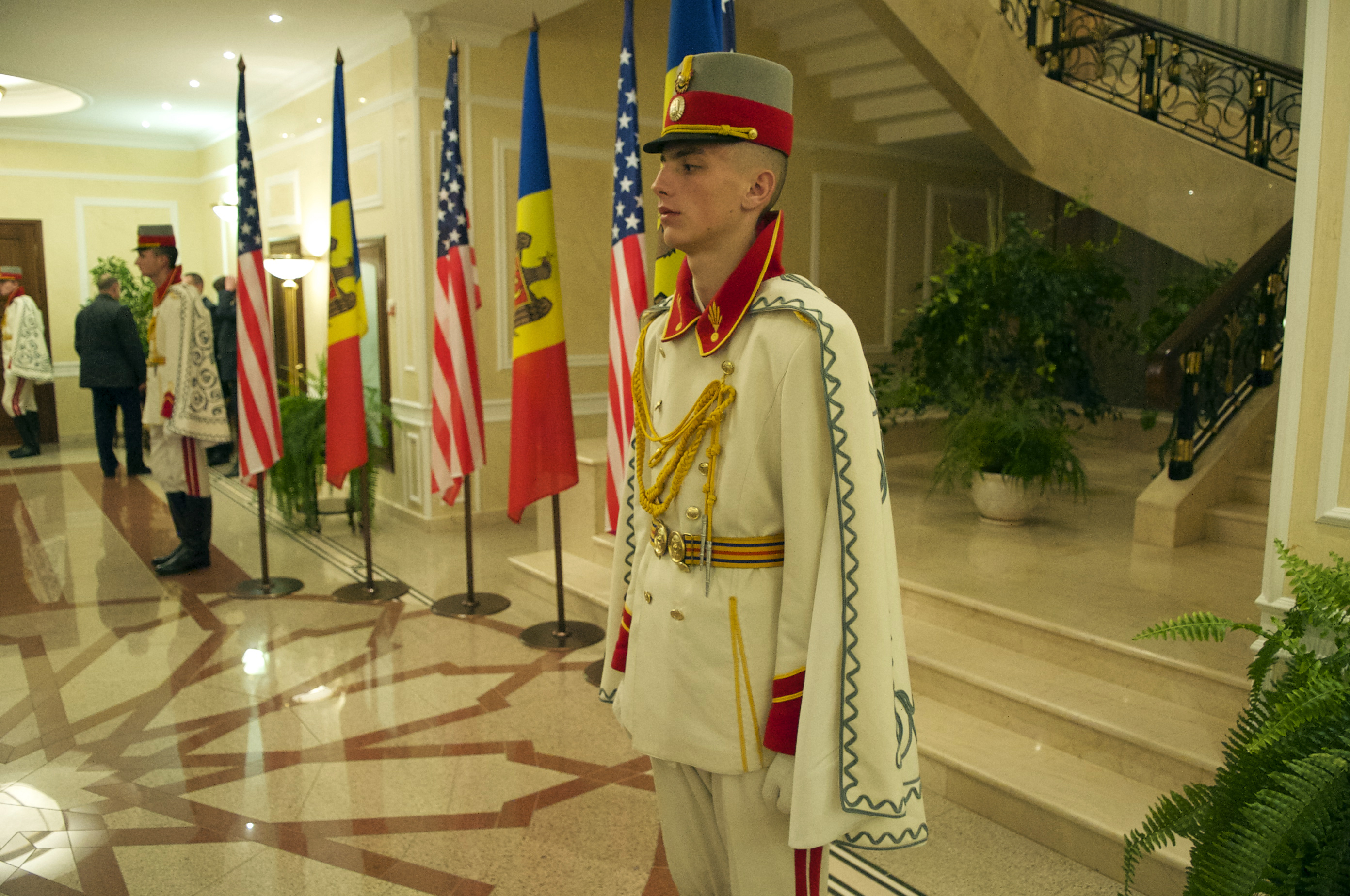
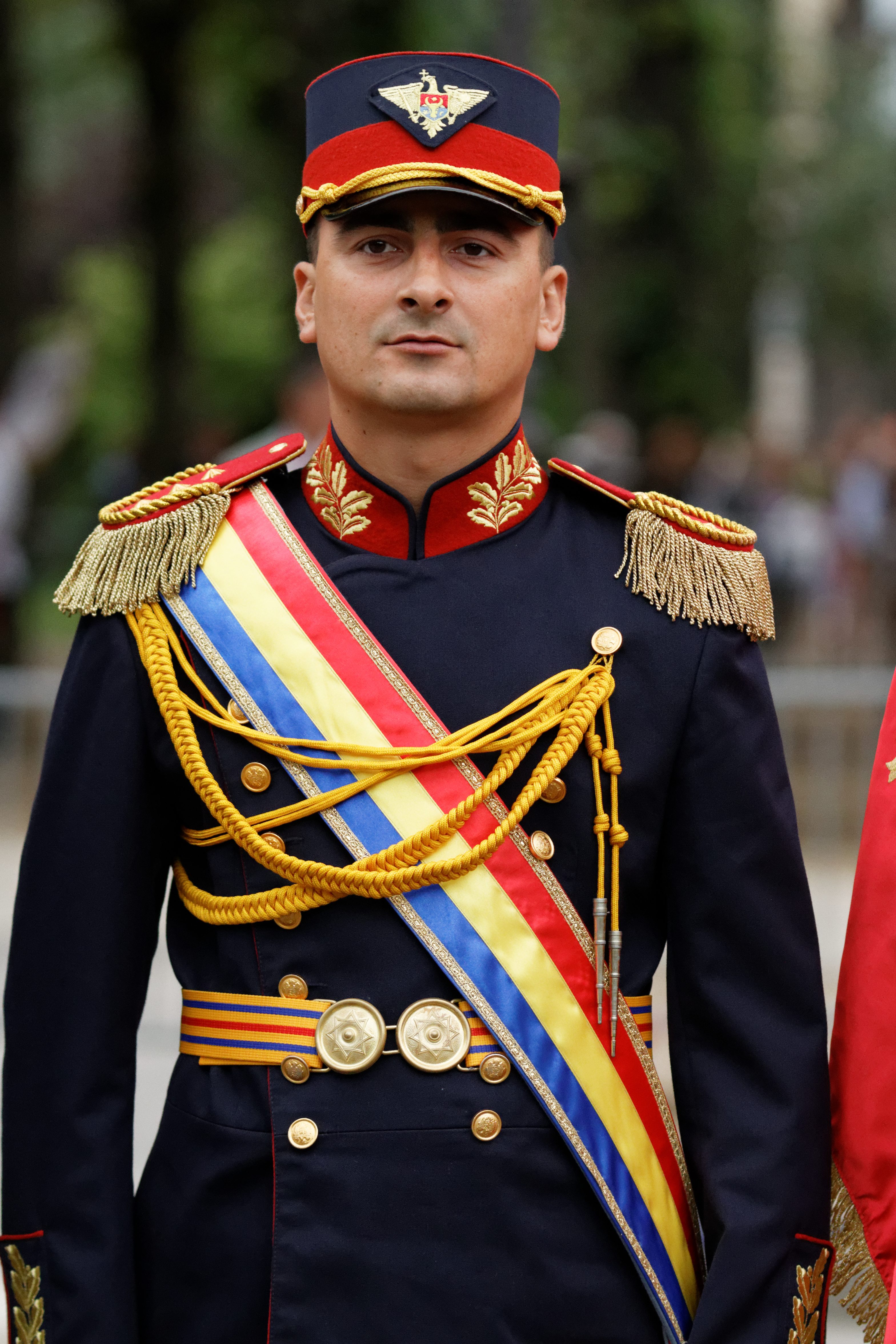
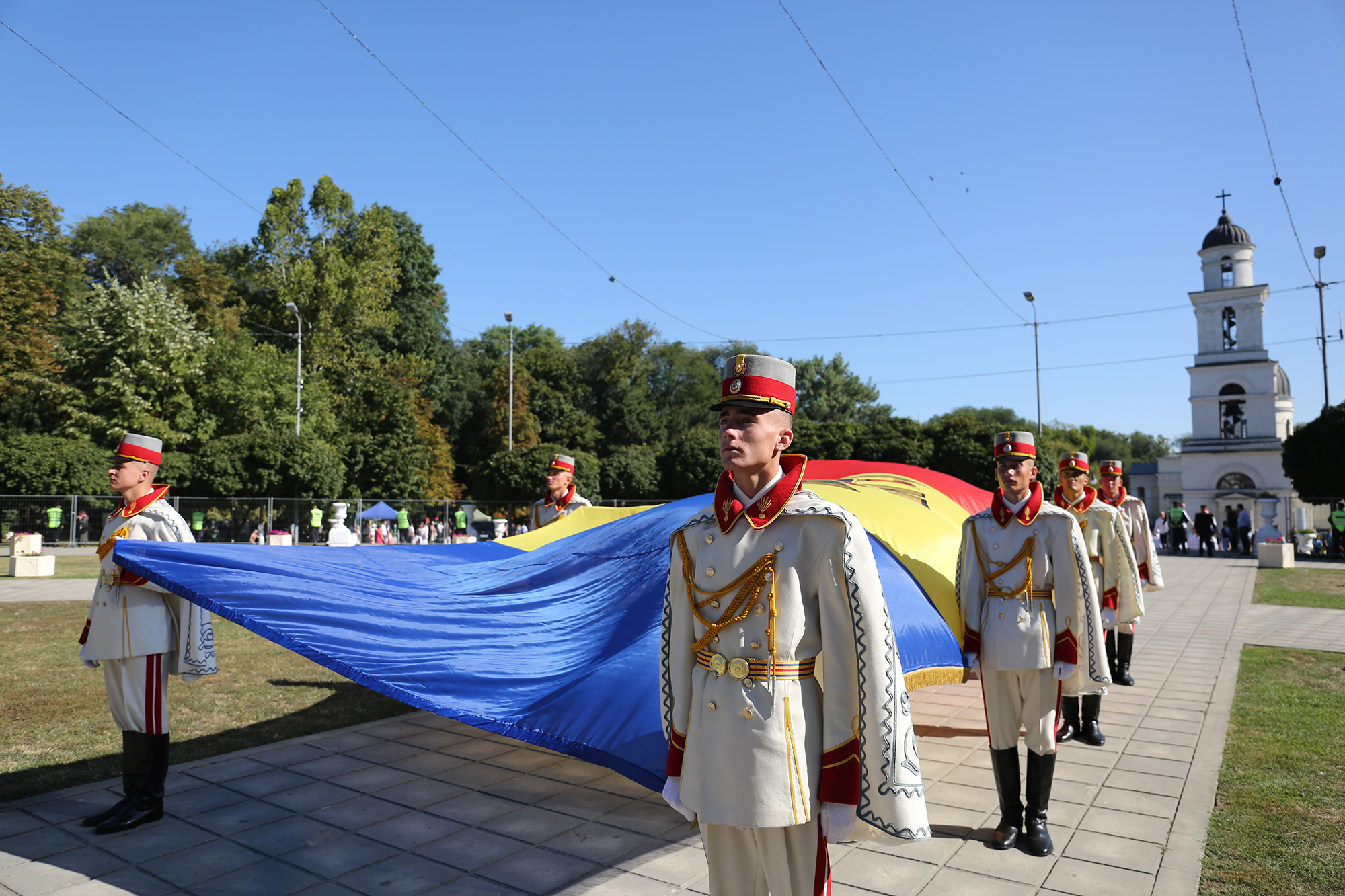
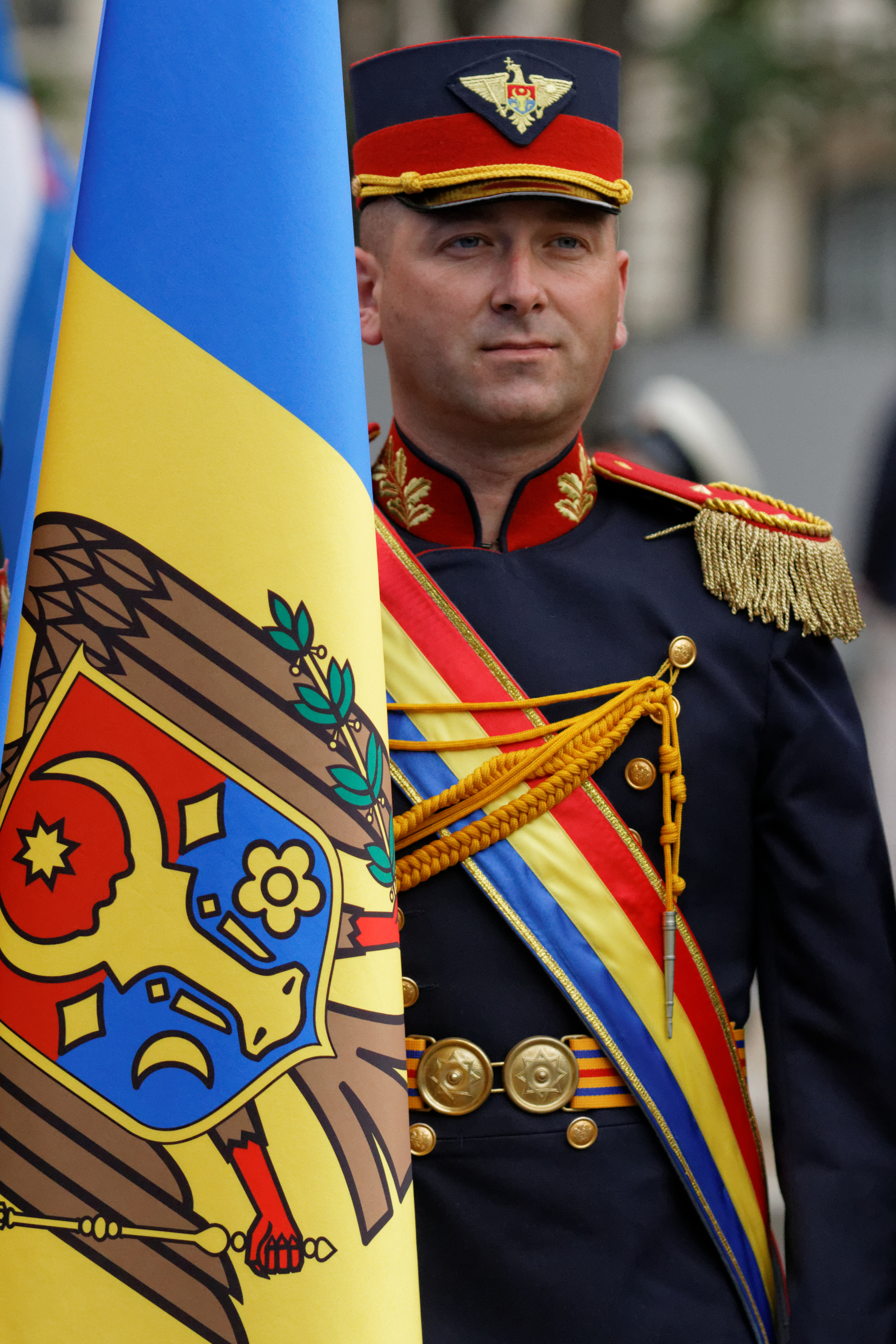
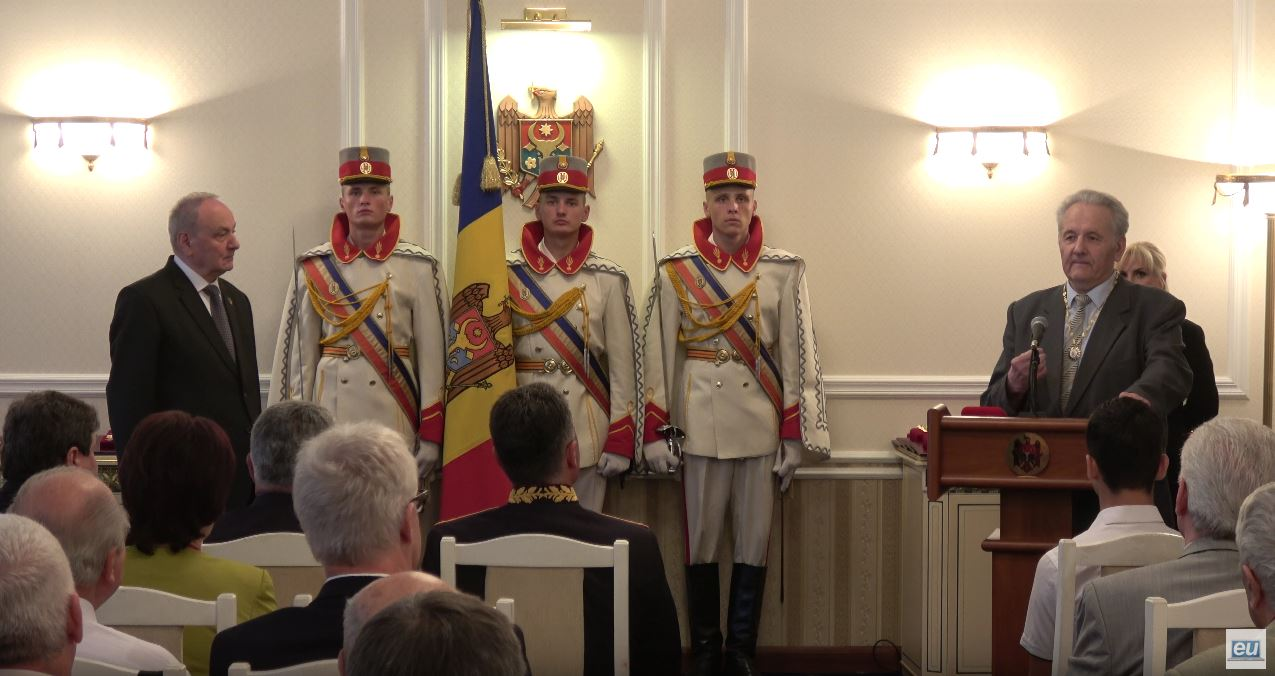
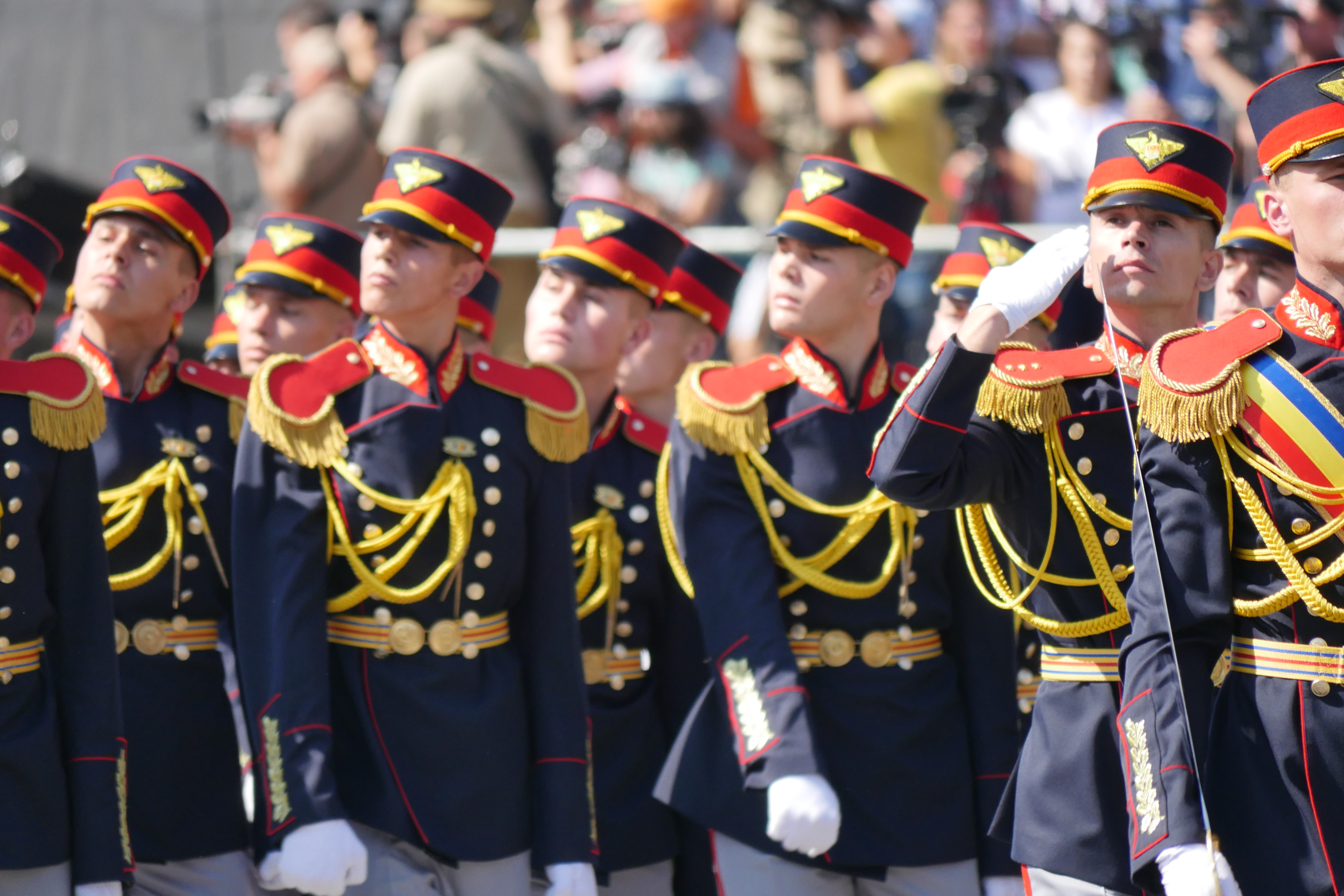